# Tobagogorgia
Tobagogorgia is een geslacht van neteldieren uit de klasse van de Anthozoa (bloemdieren).

## Soort
- Tobagogorgia hardyi Sanchez, 2007